# Patrick Young
Patrick Young (Patricius Junius), né le 29 août 1584 à Sexton (près de Dundee) et mort le 7 septembre 1652 à Bromfield (Essex), est un bibliste écossais, connu pour son érudition dans le domaine de la patristique et bibliothécaire des rois d'Angleterre Jacques Ier et Charles Ier.

## Biographie
Patrick Young est le responsable de la Royal Library sous le règne de Jacques Ier et de son fils Charles Ier. Il est l'éditeur du Codex Alexandrinus, manuscrit grec des années 400-440, offert en 1628 au roi Charles Ier par Cyrille Loukaris, patriarche d'Alexandrie puis de Constantinople. Il a notamment révisé la version de la Septante contenue dans le codex.
Il a publié en 1633 l'édition originale du texte de la Première épître de Clément, inclus dans le codex, et en 1637 celle de la Seconde épître de Clément.
Thomas Gale a hérité de sa collection de livres.